# Sretnja
Sretnja (cyr. Сретња) – wieś w Czarnogórze, w gminie Danilovgrad. W 2011 roku liczyła 22 mieszkańców.